# Никола Попгеоргиев (учител)
Вижте пояснителната страница за други личности с името Никола Попгеоргиев.
Никола Попгеоргиев (Папа) (изписване до 1945 година: Никола попъ Георгиевъ) е български учител и дарител от Македония.

## Биография
Роден е на 25 септември 1855 година в солунското село Коняри, тогава в Османската империя. Учи в гръцки гимназии в Атина и Солун с издръжката на гръцкото „Ученолюбиво дружество“. В 1877 година завършва класическа филология в Атинския университет, специализира в Мюнхен от 1889 до 1891 година. Учителства в градовете Солун, Битоля, Пловдив и Одрин.
Установява се в Свободна България и от 1895 година до смъртта си е учител по латински и старогръцки език в Русенската мъжка гимназия „Княз Борис“. Научните му занимания са в областта на палеографията, латинската и гръцката граматика и съчиненията на класическите автори.
Умира в Русе на 23 февруари 1915 година.
След смъртта му, на 29 юни 1928 година от името на съпрузите, съпругата му Младена Георгиева (? - 1938), дъщеря на видния учител Параскев Дамянов и на Анастасия Д. Бояджиева, завещава три дюкяна за образуване на  фондация „д-р Никола Георгиев и Младена д-р Георгиева“ при Русенската мъжка гимназия. Фондацията има за цел издържане на ученици и съществува до 1951 година. Дареният имот е оценен на 792 400 лева. Освен това Попгеоргиеви даряват и къща, чиито приходи да се дават за сиропиталището на сираците от войните и за черквата „Свети Никола“ в Русе.